# Писарево (Шуменська область)
Писа́рево (болг. Писарево) — село в Шуменській області Болгарії. Входить до складу общини Новий Пазар.

## Населення
За даними перепису населення 2011 року у селі проживали 39 осіб, з них 38 осіб (97,4%) — болгари.
Розподіл населення за віком у 2011 році:
Динаміка населення: